# Nacido en Siria
Nacido en Siria és una pel·lícula documental del 2016 dirigida per Hernán Zin, qui també es coautor del guió amb José F. Ortuño, i en el que narra l'èxode provocat per la guerra civil siriana des del punt de vista de set nens. Compta amb la producció de Contramedia i Movistar, i la participació de Canal Sur i La Claqueta.

## Sinopsi
Des que comencés la guerra civil siriana uns quatre milions de sirians han hagut d'abandonar el país fugint de la violència. Més de la meitat d'ells són nens. El documental narra el perible de set d'aquests nens que viuen aquest calvari: Hamude, Jihan, Gaseem, Mohammed, Marwan, Arasulí i Kais. S'han d'enfrontar als abusos de les màfies, les inclemències de la mar quan fugen en pastera, la incertesa sobre un futur al qual la gran majoria s'enfronta a penes amb el que porten posat, el seu confinament en camps de refugiats en condicions d'amuntegament i insalubritat, o acampats en estacions de trens, o en cases d'acolliment en el millor dels casos. I en arribar al seu destí descobreixen que és només el començament d'una nova odissea: la de la integració en una terra nova i, en molts casos, hostil. El major èxode de refugiats des de la Segona Guerra Mundial vist a un metre i mig d'altura a través de set històries de guerra, sofriment i desesperació… però també de superació, innocència, valor i esperança.

## Producció
Zin va tenir la idea de rodar la pel·lícula quan estava rodant un documental sobre la caça d'elefants a Àfrica i va veure en la televisió les imatges d'Alan Kurdi, el nen sirià ofegat en una platja turca. "L'endemà ja estava a Hongria, amb la càmera". D'antuvi volia seguir 20 història, però finalment la va limitar a set.

## Crítiques
| «                                  | "El director confronta els testimoniatges dels seus petits protagonistes, (...) a les declaracions de diferents polítics; la veritat inqüestionable enfront d'una ficció vergonyant pretesament carregada de vanes raons. (...) Puntuació: ★★★★ (sobre 5)" | » |
| — Alberto Bermejo: Diari El Mundo. | |   |

| «                                  | "Si cal retreure alguna cosa és la brillantor de les imatges. Gairebé poden semblar belles. (...) Zin no va deixant anar missatges, ni falta que fa (...) cal ser de suro perquè no t'afecti. (...) Puntuació: ★★★★ (sobre 5)" | » |
| — Federico Marín Bellón: Diari ABC | |   |

| «                           | "L'autor ha moderat el seu preciosisme i modula, desordenadament (...), la seva aposta per seguir el drama en la pell i la veu dels nens. (...) Puntuació: ★★★ (sobre 5)" | » |
| — Carlos Marañón: Cinemanía | |   |

| «                                          | "Una crida oportuna i potent a la consciència." | » |
| — Jonathan Holland: The Hollywood Reporter |                                                 |   |

## Nominacions i premis
Fou nominada a la Medalla del CEC al millor documental i al Goya a la millor pel·lícula documental. Va rebre un dels Premis Iris del Jurat i el Premi Platino al millor documental. Als XXII Premis Cinematogràfics José María Forqué fou guardonat com a millor documental.